# Kristen Vadgaard
Kristen Møller Vadgaard (Stenild, 1886. június 2. – Gjern, 1979. február 16.) olimpiai ezüstérmes dán tornász.
Az 1912. évi nyári olimpiai játékokon indult tornában és a svéd rendszerű csapat összetettben ezüstérmes lett.
Klubcsapata a Skytterforeningernes Hold volt.